# Friedrichroda

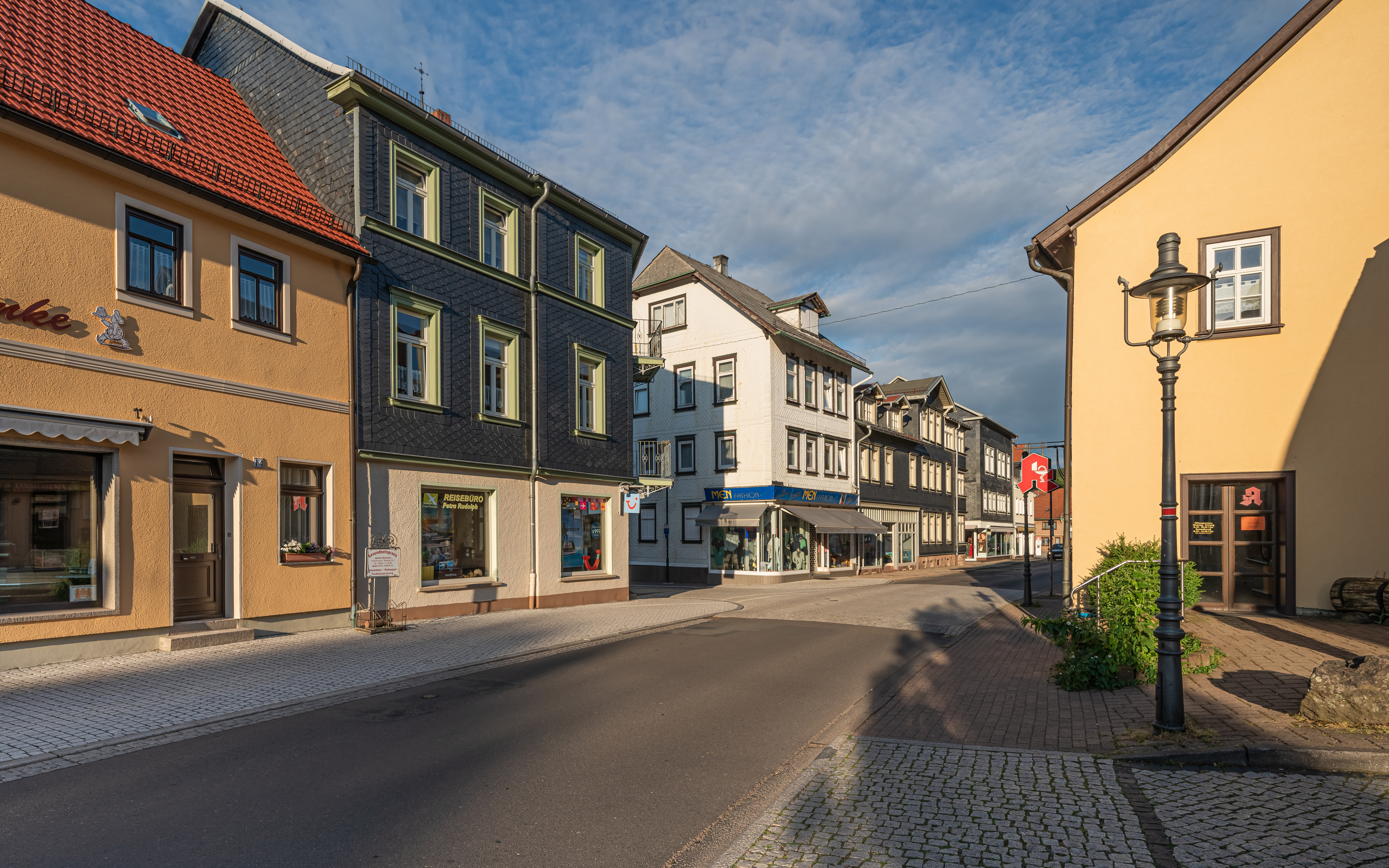
Ulica Marktstraße

Friedrichroda – miasto uzdrowiskowe w Niemczech, w kraju związkowym Turyngia, w powiecie Gotha. Leży w północno-zachodniej części Lasu Turyńskiego, niedaleko Eisenach i Gothy. W czasach NRD było drugim co do wielkości miastem rekreacyjnym kraju związkowego.

## Historia
W 1044 książę Ludwik Brodaty (Ludwig der Bärtige) zbudował tu swą siedzibę – Schauenburg – która stała się zalążkiem przyszłego miasta. Jego syn natomiast Ludwik Skoczek (Ludwig der Springer) zbudował w Eisenach zamek Wartburg. W 1595 Friedrichroda uzyskała przywilej targowy, a dwa lata później – prawa miejskie.
Karierę miasta jako kurortu rozpoczął niemiecki wydawca i księgarz Friedrich Christoph Perthes z Gothy, który przyjechał tu w 1837 w celu poratowania zdrowia; został w 1841 honorowym obywatelem miasta. Opinię miasta jako kurortu wśród lekarzy w Niemczech budował także Ferdinand Keil, lekarz, który osiedlił się tu w 1844.
W 1876 Friedrichroda uzyskała połączenie kolejowe z Fröttstädt, a w 1896 – z Georgenthal. W 1929 tutejsze linie kolejowe zelektryfikowano. W mieście znajduje się stacja lokalnej Thüringerwaldbahn – (pol. Kolej Lasu Turyńskiego) łączącej Gothę z Bad Tabarz. Kolej spowodowała zwiększenie liczby odwiedzających miasto gości oraz wzrost uprzemysłowienia regionu. Przed I wojną światową przyjeżdżało tu ok. 15 tysięcy kuracjuszy rocznie.
Podczas II Wojny światowej, po przeniesieniu produkcji z Fabryki Wagonów w Gocie, w tutejszej Möbelfabrik Ortlepp budowano samoloty odrzutowe Horten H IX oznaczane później jako Gotha Go 229. Fabrykę tę i miasteczko w dniu 6 lutego 1945 roku zbombardowało 11 Latających Fortec B-17G z 8 Floty Powietrznej US Air Force, które zrzuciły 27,5 tony bomb. Podczas wojny tutejsze uzdrowisko służyło powracającym do zdrowia żołnierzom Wehrmachtu i SS, w związku z czym zostało ono ostrzelane przez amerykańską artylerię w nocy z 7 na 8 kwietnia 1945.
W 1966 planowano mistrzostwa świata w saneczkarstwie, ale z powodu złych warunków pogodowych odwołano je. Pomimo to ukazała się seria znaczków pocztowych poczty NRD, która upamiętniać miała te mistrzostwa.
1 grudnia 2007 przyłączono do miasta sąsiednie gminy: Ernstroda i Finsterbergen, liczba mieszkańców wzrosła do 7,5 tysiąca.

## Współpraca
Miejscowości partnerskie:
- Bad Zwesten, Hesja (kontakty utrzymuje dzielnica Finsterbergen)
- Bebra, Hesja
- Heiligenblut, Austria
- Nouvion-sur-Meuse, Francja